# سیاه‌کوه (صومعه‌سرا)
سیاه کوه ، روستایی از توابع بخش میرزا کوچک جنگلی شهرستان صومعه‌سرا در۱۰کیلومتری ماسال و۵کیلومتری گوراب زرمیخ استان گیلان ایران است.

## جمعیت
این روستا در دهستان گوراب زرمیخ قرار دارد و براساس سرشماری مرکز آمار ایران در سال ۱۳۸۵، جمعیت آن ۴۱۴ نفر (۹۶خانوار) بوده‌است.